# Fletchamia quinquelineata
Fletchamia quinquelineata is een platworm (Platyhelminthes). De worm is tweeslachtig. De soort leeft in of nabij zoet water.
Het geslacht Fletchamia, waarin de platworm wordt geplaatst, wordt tot de familie Geoplanidae gerekend. De wetenschappelijke naam van de soort werd, als Geoplana quinquelineata, voor het eerst geldig gepubliceerd in 1888 door Fletcher & Hamilton.